# Variedad de Calabi-Yau

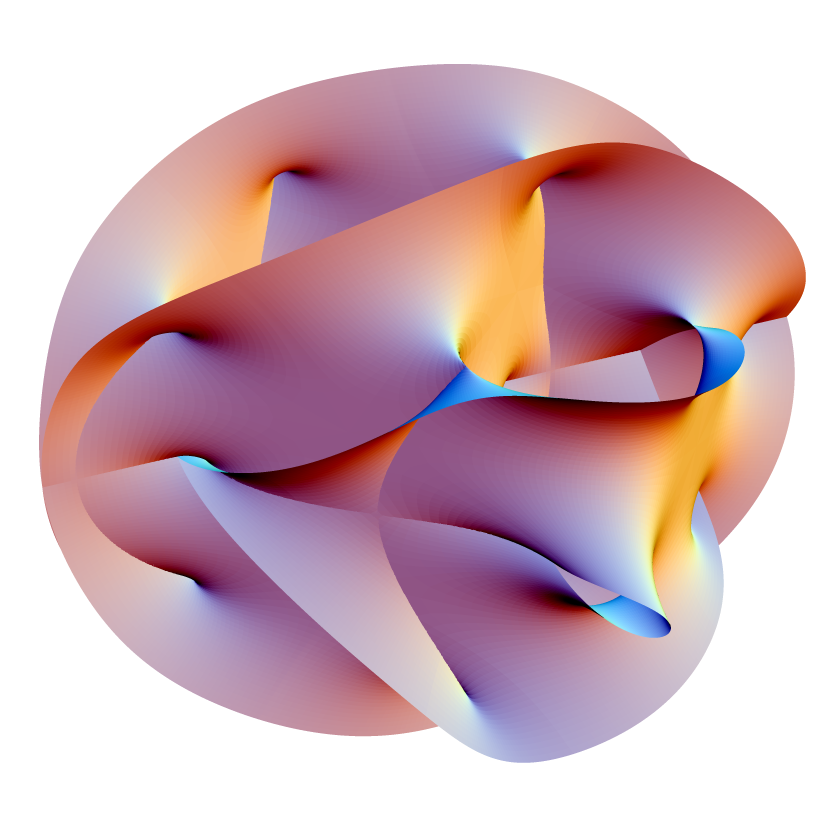
Sección bidimensional proyectada en 3D de una variedad de Calabi-Yau de dimensión 6 embebida en CP^{4}.

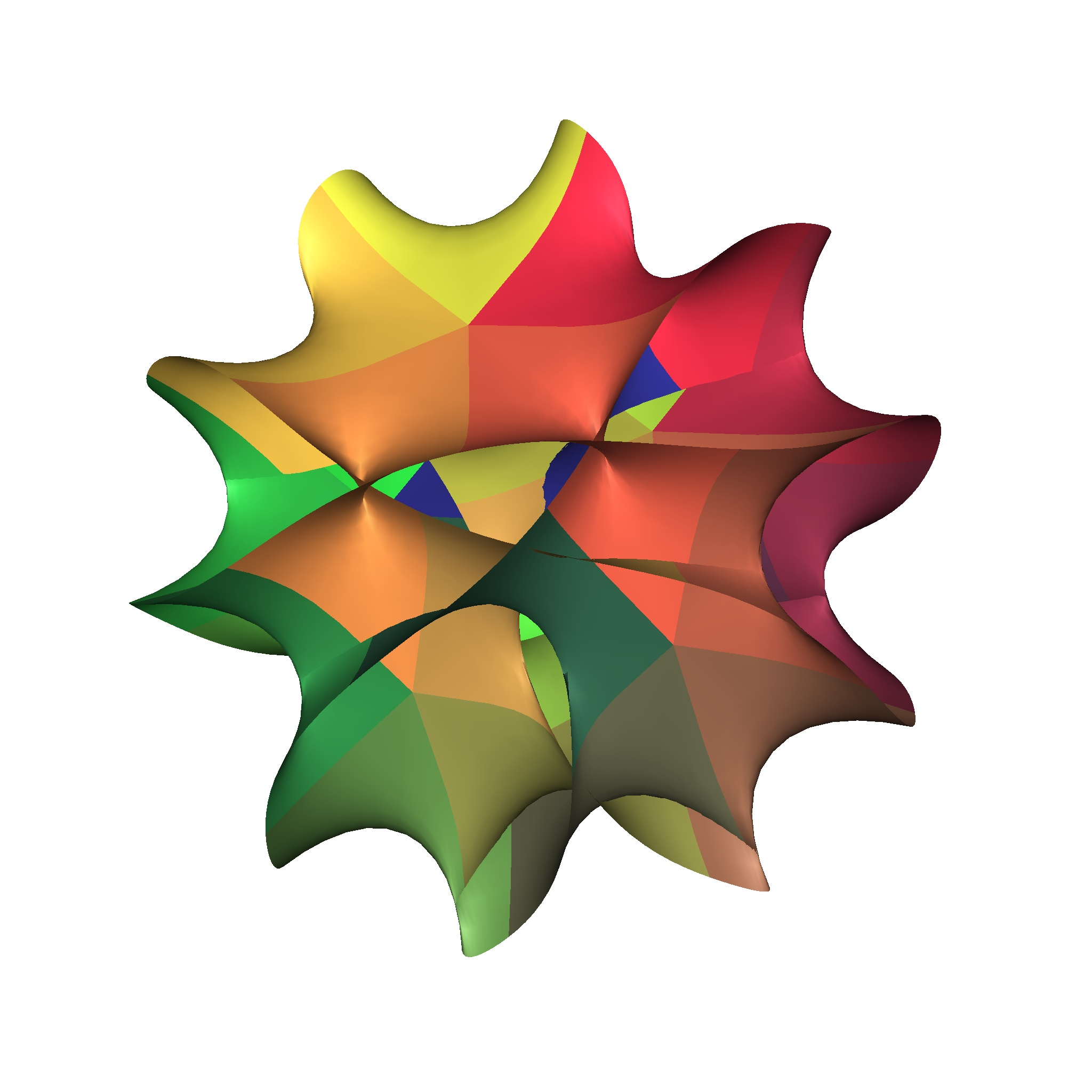
Una sección bidimensional de una variendad quíntica de Calabi-Yau de seis dimensiones.

En matemáticas, una variedad de Calabi-Yau es una variedad de Kähler compacta con una primera clase de Chern nula. 
El matemático Eugenio Calabi conjeturó en 1957 que tales variedades admiten una métrica con curvatura de Ricci nula (una en cada clase de Kähler), es decir, una variedad "plana". Esta conjetura fue probada por Shing-Tung Yau en 1977 y devino el teorema de Yau. Por lo tanto, una variedad de Calabi-Yau se puede también definir como variedad Ricci-plana compacta de Kähler.
También es posible definir una variedad de Calabi-Yau como variedad con una holonomía SU(n). Otra condición equivalente es que la variedad admite una (n, 0)-forma holomorfa global no nula en ningún punto.

## Ejemplos
En una dimensión compleja, los únicos ejemplos son familia de toros. Obsérvese que la métrica Ricci-plana en el toro es realmente una métrica plana, de modo que la holonomía es el grupo trivial que es isomorfo a SU(1). 
En dos dimensiones complejas, el toro T4 y las variedades K3 proveen los únicos ejemplos. T4 se excluye a veces de la clasificación de ser un Calabi-Yau, pues su holonomía (otra vez el grupo trivial) es un subgrupo propio de SU(2), en vez de ser isomorfo a SU(2). Por otra parte, el grupo holonomía de K3 es el SU(2) pleno, así que puede llamarse correctamente un Calabi-Yau en 2 dimensiones. 
En tres dimensiones complejas, la clasificación de los Calabi-Yau posibles es un problema abierto. Un ejemplo de Calabi-Yau tridimensional es el quíntico en CP4.

## Aplicaciones
Los variedades de Calabi-Yau son importantes en la teoría de supercuerdas. En los modelos de supercuerdas más convencionales, diez dimensiones conjeturales en la teoría de cuerdas se suponen devenir las cuatro de las cuales estamos enterados, y llevan una cierta clase de fibrado con dimensión seis de la fibra. La compactificación en variedades de Calabi-Yau es importante porque deja algo de la supersimetría original intacta. Más exactamente, la compactificación en un Calabi-Yau de tres dimensiones (la dimensión real es 6) deja un cuarto de la supersimetría original intacta.
Las variedades de Calabi-Yau (en honor a Eugenio Calabi, de la Universidad de Pensilvania y Shing-Tung Yau, de Harvard, ambos matemáticos) se presentan de miles de formas diferentes. Están relacionadas con la teoría de supercuerdas y ofrecen las representaciones matemáticas de las posibles dimensiones "espaciales" adicionales a las tres macroscópicas que percibimos y que se encuentran arrolladas en distancias semejantes a la de Planck (distancias inimaginables con la tecnología actual y posiblemente para siempre). Las formas típicas de las variedades Calabi-Yau contienen unos agujeros en forma de rosquilla, los cuales pueden contener en sí mismos varias dimensiones adicionales (agujeros multidimensionales). Estos agujeros desempeñan un papel importantísimo en el estado oscilatorio de energía mínima de las partículas elementales (teóricamente cuerdas).
Actualmente, los físicos teóricos que defienden la teoría de cuerdas dedican todos sus esfuerzos a comprender la variedad de Calabi-Yau que se desprende de las complicadísimas matemáticas a las que conduce la teoría. Se cree que, una vez conocida la variedad de Calabi-Yau, se comprenderán los estados de vibración de esos estados de energía llamadas cuerdas y con ello resolver preguntas como: ¿Por qué existen en la naturaleza tres familias distintas de partículas elementales y por qué éstas presentan las características que muestran los experimentos (masa, espín, carga eléctrica)?